# نورمان تشارلز ميلر
نورمان تشارلز ميلر (بالإنجليزية: Norman Charles Miller) هو صحفي أمريكي، ولد في 2 أكتوبر 1934 في بيتسبرغ في الولايات المتحدة.